# ルスツリゾート

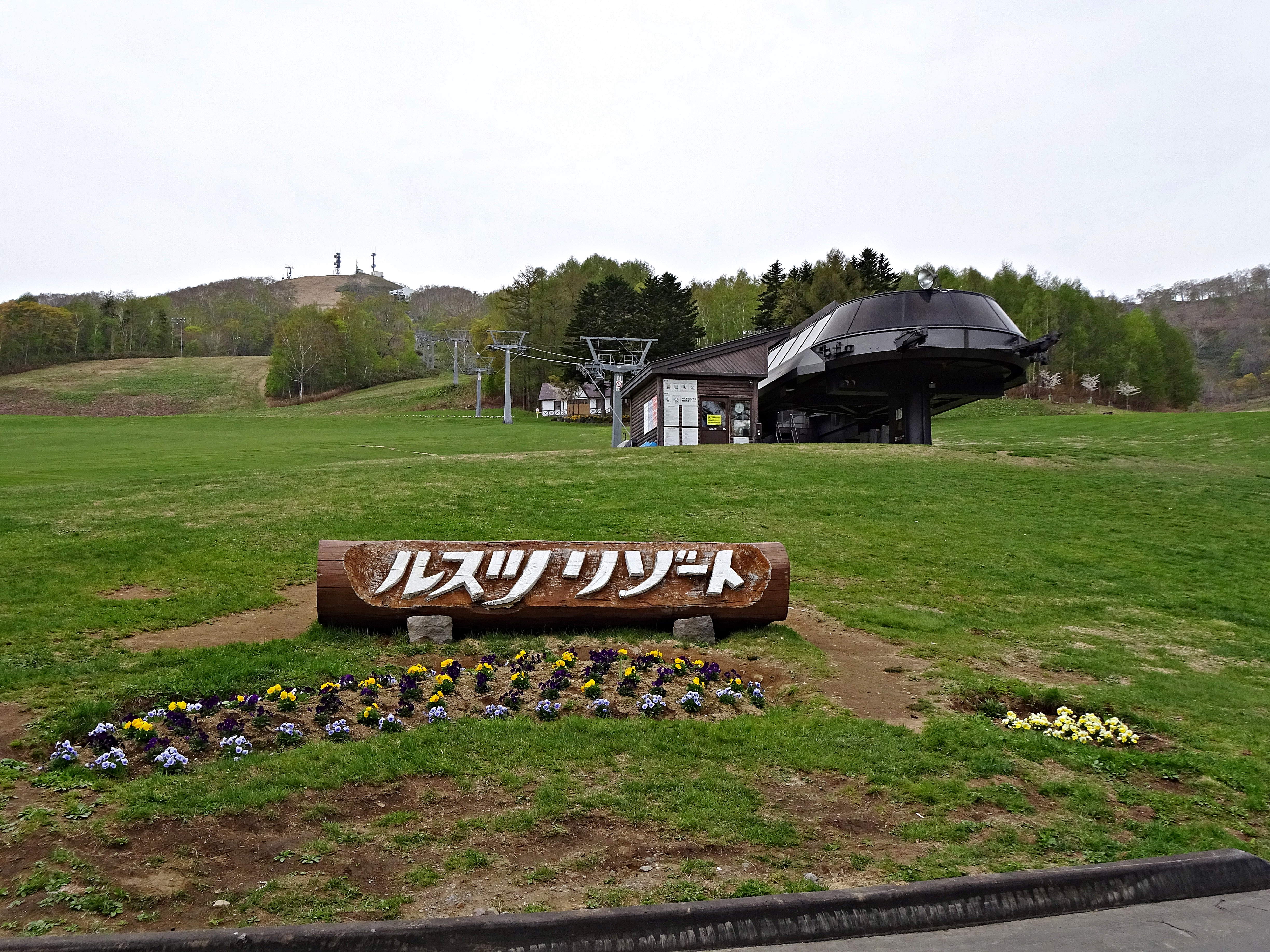
ルスツリゾートのモニュメント

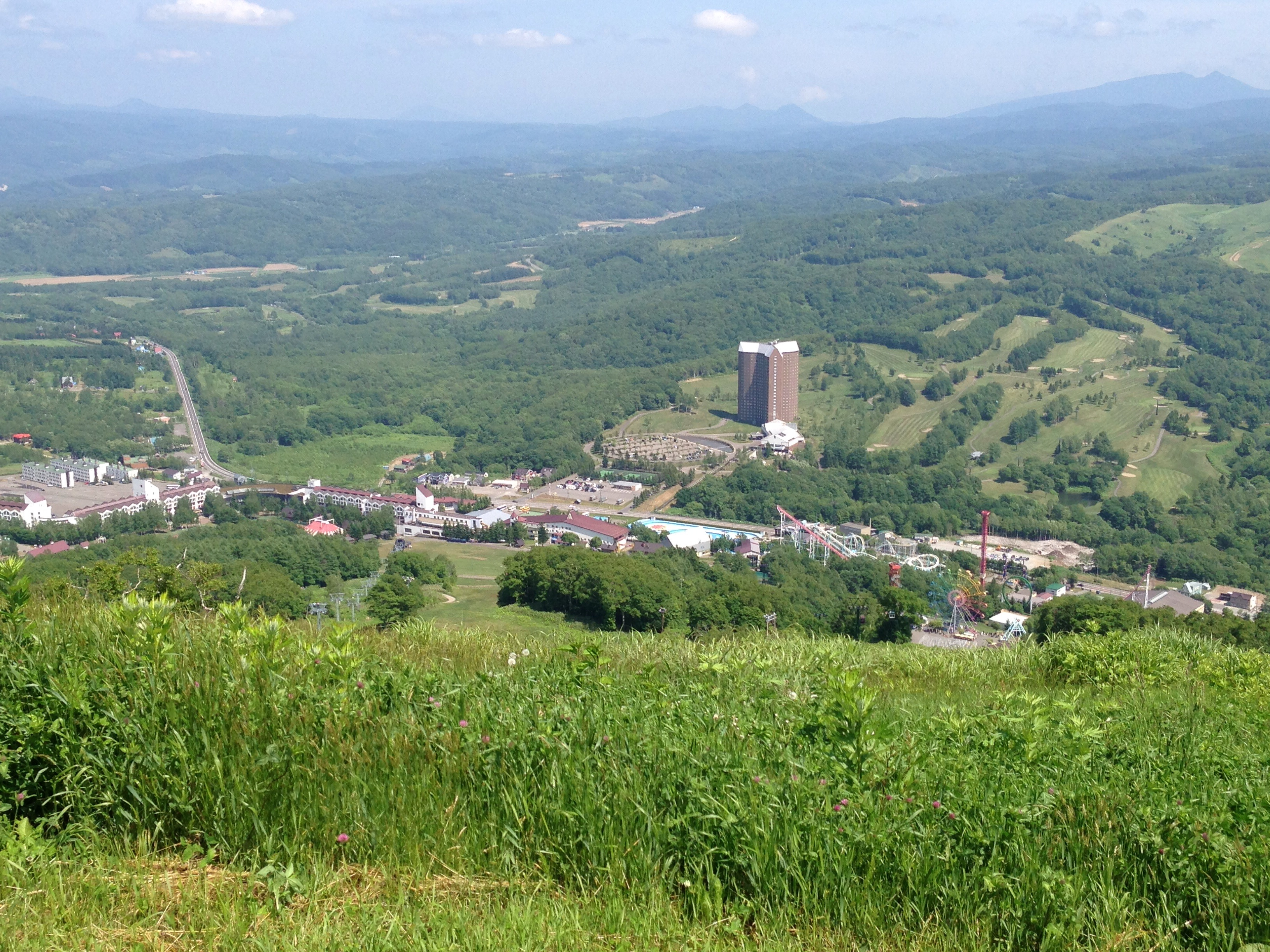
橇負山からの全景（2013年）

ルスツリゾート（英：RUSUTSU RESORT）は、北海道虻田郡留寿都村（ゴルフ場コースの一部は喜茂別町）にあるリゾート施設。

## 概要
総面積約820ヘクタール、ホテル延床面積10万平米・収容人数約3,150名の規模を有し、1年を通して滞在・利用することができるリゾート地になっており、遊園地、スキー場、ゴルフ場、テニスコート、宿泊施設などのアミューズメント施設が充実している。遊園地は北海道内屈指のアトラクション数（60種類以上）を誇り、ゴルフ場の4コース72ホール、スキー場のコース数37、総滑走距離42km・毎時輸送能力30,728名は北海道内一であり、スキー場のゴンドラ数4基は日本国内一である。ただし4月上旬からゴールデンウィークにかけては夏季営業・10月下旬から11月下旬にかけては冬季営業に向けての準備の為休業となる。
2008年（平成20年）7月7日〜9日に開催された『第34回主要国首脳会議』（北海道洞爺湖サミット）では国際メディアセンター（IMC）として使用され、MICEに対して積極的な姿勢を示している。また、イギリスの国際的スキー専門誌『グレート・スキーイング&スノーボーディング・ガイド』の「2008年世界のベストリゾート20ヶ所」に日本国内から初めて選出されて「ベスト・スモール・リゾート賞」を受賞、トリップアドバイザーが発表した「日本のテーマパークランキング 2015」トップ10にランクインし、日本経済新聞社が選ぶ「雪の新体験が満喫できるリゾート」ランキングでは全国1位に選出された。
2012年（平成24年）にリゾートホテルとしては日本国内初となる「ローカルハラル」を取得し、本格的にハラルを取り入れており、2015年（平成27年）から海外版オンラインサイトにPayPalを導入している（ファストブッキング経由）。

## 歴史
ルスツリゾートの前身は、1972年に埼玉県上福岡市に本社を置く大和観光（後に「大和」）が橇負山（そりおいやま）の土地を購入して開発した「大和ルスツスキー場」である。現在の「ウエストMt.」（West Mt.）部分にスキー場とボウリング場付の宿泊施設をオープンしたことに始まり、好調な集客によりスキー場を拡大していき、大和ルスツ時代では最大で年間約120万人のリフト利用者を数えた。ところが不動産投資の失敗によって1981年4月末には大和（旧・大和観光）が倒産、7月には自己破産を申し立て、村は新たにスキー場を経営する企業を探した。
大和ルスツでは村民約100人が雇用され村では冬季間で最大の働き口となっており農畜産物等を地元農家や業者から卸していたことから、村は3月末に最初の不渡りが生じた直後の4月初旬から登別温泉ケーブルに引き受けを依頼し、当初はリフト部分のみを引き受ける計画としていたが、大和の倒産に伴い8月16日にホテル・スキー場用地を加えた全施設の売買契約を締結。洞爺湖温泉の関係者から冬季の温泉営業促進の為の存続の声があったほか、ロープウェイ運営のノウハウを生かしたスキー場経営を構想していたこともあり、「隣の山とゴンドラで結べば良いスキーリゾートとなる」との構想を持ちつつ、北海道東北開発公庫の支援を受けつつ買い取り、子会社「加森観光」を設立して営業を開始。
1982年からテニスコート造成を皮切りに、積極的な投資を行って遊園地・ゴルフ場・宿泊施設などを順次建設し、札幌・千歳・苫小牧・室蘭といった道央圏の主要都市から車で1時間半程の立地の良さを生かした通年型リゾートへ転換を図った。特に遊園地事業においては冬季間の休業により年間に約半年しか稼働できないことから「半額以下で調達しなければ不採算となる」との分析から、閉鎖した遊園地や地方博覧会で使用していた中古機材を廉価で確保し投資を抑えながら施設の充実を図り、スキー場敷地の草刈り費を削減するべく羊100頭をリースし草を食べさせることにより子供受けを狙った施策も行った。一方、スキー場の拡張も行い、1987年に国道230号を挟んだ貫気別山（点名は風防留山）山麓にゲレンデを造成して「イーストMt.」（East Mt.）を、翌1988年にイーストの隣に「Mt.イゾラ」（Mt. Isola）をオープンし、コースの増設、ゴンドラやリフトを新設した。1989年度には加森観光が単一の索道経営（リフト運営）企業として北海道内一の輸送人員となった。
これら一連のリゾート開発が成功した背景にはバブル景気やレジャーブームの影響などがあり、大規模な開発計画が立案しやすい状況が揃っていた。バブル崩壊後は拡張計画を縮小しながらも、レジャー施設の充実やコース・リフト増設などを行い、着実にリゾート全体の開発を推進。1990年代後半、経営が悪化するリゾート事業者が続出する中、加森観光による段階的な投資がリゾートの魅力向上に繋がり、北海道外からの観光客やリピーターを獲得し、リゾート開発の数少ない成功事例の1つとなっている。

### 沿革
【S】スキー場関連 【A】遊園地関連 【H】宿泊施設関連 【G】ゴルフ関連 【O】その他
- 1964年（昭和39年）埼玉県の大和観光が留寿都村で温泉・スキー場建設の調査に着手[23]。
- 1972年（昭和47年）【S】【H】留寿都村観光協会などの協力により、大和観光が「大和ルスツスキー場」（英称：Daiwa Rusutsu）を開設。ゲレンデはナイター対応1基を含むリフト5基・コース総延長3000m[12]。ロッジは鉄筋4階建て収容力300名で大浴場・スタンドバー・ボウリング12レーンを設け[12]、ホテル「大和ルスツ高原ホテル」（現・ハイランドロッジ棟）として営業された[24]。
- 1981年（昭和56年）
  - 【O】親会社の大和（旧・大和観光、1973年8月に社名変更）が前年の豪雪による大和ルスツの利用不振や不動産・旅行斡旋部門の経営悪化により協和銀行に2回目の不渡りを出し倒産、負債額約60億円[14]。
  - 【S】加森産業系列の登別温泉ケーブルの全額出資で加森観光を設立し大和ルスツスキー場を買収。リフト9基10コースを設け、スキー場としては初めてディスコや託児室を併設し[20]、11月22日より営業開始[25]。売却提示額は20億円[26]。
- 1982年（昭和57年）
  - 【O】テニスコート造成[11][20]、コテージ・ログハウス、屋内遊技場Big Box（現・ルスツアリーナ）建設[11]。
  - 【O】スキー場名称を「ルスツ高原スキー場」に改称[20]、リゾート施設の総称を「ルスツ高原」（英称：Rusutsu Kogen）とする。
- 1983年（昭和58年）
  - 【H】本館に宴会場増築[11]。別館「トラベルロッジ」開業[20]。
  - 【A】遊園地「ルスツ高原カントリーランド」開業[21][11]。谷津遊園から大型機23機種と小型乗り物、'82北海道博覧会から大型機9機種などを移設した計43機種の遊具を設置し入園料のみで全機種乗り放題とする「POP(Pay One Price)方式」を導入[21]、券売所の削減と人員・金銭管理の効率化を図った[27]。
  - 【S】ゴンドラ新設[11]、4人乗りで現在の羊蹄ゴンドラとなる[20]。
  - 【O】スーパージャンボプール、キャンプ村開業[20]。
- 1984年（昭和59年）
  - 【H】ログハウス増築[11]。
  - 【A】マウンテンジェットコースター導入[20]。
- 1985年（昭和60年）【A】フライングカーペット、スタンディングコースター、シーパニック、キッチンミュージカル導入[20]。
- 1986年（昭和61年）
  - 【A】ウォータースライダー導入[11]。
  - 【S】ペアリフト増設・ナイター設備コース新設[11]。
- 1987年（昭和62年）
  - 【S】イースト Mt.開設[11]、ゴンドラ3基・クアッドリフト1基・リフト9基と14コースを設ける[20]。
  - 【H】ホテル新館「サウスウイング」完成[11]。スイスの建築家によるデザインで[28]、温泉・屋内プール・ショッピングモールを備え宿泊総収容人数を1500名とし大規模宿泊に対応する[20]。
  - 【A】フリーフォール導入[20]。
- 1988年（昭和63年）
  - 【S】Mt.イゾラ開設[11]。ゴンドラ4基・クワッドリフト1基・リフト11基と22コースを設ける[20]。
  - 【G】タワーコース開場[11]。
- 1989年（平成元年）
  - 【A】ウルトラツイスター[20]、グラスゴートレイン[29]、宙返りロケットを導入。
  - 【H】ノースウィング完成[11]。2階建てメリーゴーラウンドを中心に地下1階から2階まで吹き抜けのヨーロッパ調の町並みを模した商業施設「カーニバルプラザ」（オールディ・ワールド・カーニバル[30]）を備え[31]、ホテル全長を666m規模とし宿泊総収容人数を419室[32]・2,400名とする[20]
  - 【O】冬季営業よりリゾート施設総称を現在の「ルスツリゾート」に改称[20]。
  - 【S】ウェスト Mt.ゴンドラ新設[11]。
  - 【S】Mt.イゾラリフト・コース増設[11]。クワッドリフト・ペアリフトを1基ずつ、コースを3本増設[20]。
  - 【S】フランスのスキーリゾート「イゾラ2000」（en）と姉妹提携を調印[33]。
- 1990年（平成2年）
  - 【S】Mt.イゾラのリフト・コース増設[11]。リフト輸送量総計を毎時24,000人とし単一スキー場として全道一の規模となる[20]。
  - 【H】ホテル増築[11]。
- 1992年（平成4年）【G】虻田郡喜茂別町にゴルフ場「リバーウッドコース」（ウッドコース・リバーコース）開場[34]。
- 1993年（平成5年）【H】ルスツタワーホテル完成、ノースウィングに会議場「コンベンションホール」完成[11][20]。
- 1994年（平成6年）
  - 【G】ゴルフ場（タワーコース）のナイター設備完成[11]。
  - 【S】ウエスト Mt.リフト架け替え[11]。
- 1995年（平成7年）
  - 【S】Mt.イゾラのリフト・コース増設[11]。イゾラ山麓にカフェテリア「スティームボート」完成[11]。
  - 【A】スキッドレーシング、トップガン導入[20]。
- 1996年（平成8年）
  - 【A】リニューアル実施[11]。ハリケーン、ドラキュラの館、ハートビート導入[20]。
  - 【S】イゾラエリアにリフト・コース新設[11][20]。イゾラエリアに「ヘブンリーエリア」6コースと「イゾラCコース」1コース、「第3クワッド」リフト、イーストエリアに「スーパーイースト」コースと「イーストペアリフト」を設置[35]。
- 1997年（平成9年）
  - 【O】モノレール建設[11]。
  - 【A】遊園地の遊具増設[11]。ウェーブスインガー、メリーゴーランド、フライングエレファント、メリーカップ、ミュージックエキスプレス、スペースショット導入[20]。
  - 【S】ウエスト Mt.リフト架け替え、イースト Mt.リフト新設[11]。
- 1998年（平成10年）
  - 【O】モノレール運行開始、ウィンターアクティビティとして犬ぞりやスノーラフティングを開始[20]。
  - 【G】ゴルフ場コース増設[11]。
- 2000年（平成12年）【G】ゴルフ場（いずみかわコース）開場[20]。
- 2002年（平成14年）【A】タートル、ミニバイキング、コンボイを導入し「こどもランド」として展開[20]。
- 2003年（平成16年）【A】マッドマウス、死霊の館～呪われた少女～を導入[20]。
- 2005年（平成17年）
  - 【A】ゴーゴースニーカー、フライングスインガー、サファリ導入[20]。
  - 【S】ウエスト Mt.リフト架け替え・コース新設[20]。
- 2006年（平成18年）
  - 【O】イルミネーション「スターダストアベニュー」開始[20]。
  - 【S】Mt.イゾラリフト新設。
- 2007年（平成19年）【S】イースト Mt.リフト増設・延長。
- 2008年（平成20年）
  - 【H】ルスツリゾート温泉開設[20]。
  - 【O】第34回主要国首脳会議「北海道洞爺湖サミット」の国際メディアセンターを設置[5][6]。
- 2009年（平成21年）【O】『世界スキーオリエンテーリング選手権』開催[36]。
- 2010年（平成22年）【H】アンチエイジング関連サービスを開始[20]。
- 2011年（平成23年）
  - 【H】ルスツリゾート温泉に露天風呂増設[20]。
  - 【S】フリーダムパーク新設[20]。
  - 【O】直営牧場「ルスツファーム」開設、羊の飼育を開始[37]。
- 2012年（平成24年）【H】中国企業から資金を受け入れての大規模リゾート開発計画（高級ホテル2棟、別荘約820棟、1,280室分のコンドミニアム建設）を凍結[38]。
- 2013年（平成25年）
  - 【O】「花のみちル・ノンノ」開設。
  - 【S】子供向けプログラム「クレヨンしんちゃんキッズスクール」導入、林間コース「サイドカントリーパーク」新設。
- 2014年（平成26年）
  - 【O】「マウンテンバイクパーク」新設。
  - 【S】ICゲートシステムを導入[39]。
- 2015年（平成27年）【H】ルスツタワーホテルの運営に関してスターウッド・ホテル&リゾートと業務提携し、「ウェスティン ルスツリゾート」としてリブランド[40]。
- 2018年（平成30年）
  - 【S】尻別岳でのヘリスキーを開始[41]。
  - 【A】スカイトレイル導入[20]。
  - 【O】ルスツリゾート保育園開設[42]。
- 2019年（令和元年）【H】ルスツ温泉ことぶきの湯開業[20]。
- 2020年（令和2年）
  - 【O】ひつじひろば新設[20][43]、新型コロナウイルスに伴いゴルフ場以外の夏季施設営業開始を7月に順延[44][45][46]、屋外プール営業・ナイター遊園地・大型イベントを停止。
  - 【H】コンドミニアムホテル「The Vale Rusutsu」開業[20]。
  - 【G】タワーコースを除く3コースを休業。
- 2021年（令和3年）
  - 【A】感染症対策に伴う月・火曜の休園日を用いた貸切プランを設定[47]。
  - 【H】キャンプ村を「ルスツ山はともだちキャンプ場」にリニューアル、12区画のオートサイト新設や初心者向けレンタル・販売サービスの拡充を実施[48]。
  - 【S】オンライン購入者向けのリフト券自動発券機「ピックアップボックス」を導入[49][50]。
  - 【H】「ダニエルストリート」内の飲食店をリニューアル、健康志向のメニューを増やす[50]。
- 2022年（令和4年）
  - 【G】いずみかわコースを再開。
  - 【A】ダニエルプレイランド導入。
  - 【A】屋外プールの営業を再開。
  - 【A】9月の「うまいもんまつり」より大型イベントを再開。
  - 【H】札幌桑園教会からパイプオルガンを譲受。
  - 【S】ウエスト Mt.にスノーエスカレーター導入[51]。
- 2023年（令和5年）
  - 【A】スプリング・オータムシーズンの遊園地1日券料金を平日・土日祝日ゴールデンウィークの二段階制に改定、夏休み期間のサマーシーズン料金と合わせ三段階制とする。
  - 【G】リバーコース・ウッドコースを再開、4年ぶりに全コースが稼働[52]。
  - 【H】リゾートホテル&コンベンション9階30室をサウナなどの健康関連設備を整えたスイートルーム「ウェルネスルーム」14室にリニューアル、12月より営業[53][54]。三井デザインテックがデザインを担当し「fulfilled」をモチーフに五感を通じた体験型の演出を施した[55]。
  - 【H】レストラン「ベルビュー」でのエンターテインメント企画「ミステリーレストラン」開始[56]。
- 2024年（令和6年）
  - 【A】遊園地1日券料金の種別を平日、土日祝・GW・夏休み1、夏休み2の三段階とし夏休み後半の盆休み期間を最高値とする形とした。
  - 【A】帯広市の坂本ビルから譲受したマジック関連グッズの展示施設「マジック・ミュージアム」を開設[57]、島田晴夫の遺品など約5000点を展示[58]。
  - 【A】「死霊の鏡～終わらない欲望～」導入[59]。
  - 【A】ウォークラリー「謎解きトレジャーハント」開始[60]。
  - 【H】フィットネス・セルフケア設備を備えたウェルネス施設「ウェルネスセンター寿」を設置[61]。
- 2025年（令和7年）
  - 【A】遊園地関連の料金を従来の1日券に屋内造波プールを追加した「リゾート1日券」、ゴンドラ・テニスコート・プールを除いた新たな「遊園地1日券」、夏休み屋外プールのみの「屋外プール券」の体系に改定[62]、期間種別を再度平日と土日祝・GW・夏休みの2段階とした。
  - 【H】リゾートホテル&コンベンションのスイートルーム「ウェルネスルーム」がiFデザイン賞を受賞[55]。
  - 【A】お盆期間にナイター営業を再開予定。
  - 【O】ノースウイング付近のテニスコートをピックルボールコート8面に改装[63]、北海道初のピックルボール日本連盟公認コートとなる[64]。
- 2028年（令和10年）
  - 【H】ウエスト Mt.山頂にNOT A HOTELと協同でタイムシェア型の高級別荘「NOT A HOTEL RUSUTSU」を開業予定[65]、スノヘッタが設計を担当し2025年より販売を開始[66]、30泊1口3.5億円以上を想定し12口募集予定[65]。

## スキー場
全日本スキー連盟（SAJ）公認スキースクール・日本スノーボード協会（JSBA）公認スノーボードスクールがある。夏場はウェストマウンテン山頂を「羊蹄パノラマテラス」として開放しており、パワースポットになっている。

### コース
ウェスト Mt.
- 初級
  - ホワイトラバーコース（ナイター）
  - レインボーコース
  - ナイターゲレンデ
  - ツリーランエリア
- 中級
  - エバーコース（ナイター）
  - バンビコース（ナイター）
- 上級
  - ジャイアントコース
  - スカイコース
  - ダイナミックコース（ナイター）
  - 林間コース
  - エリートコース
- 最上級
  - タイガーコース

イースト Mt.
- 初級
  - イージートレイルコース
  - フーボルコース
  - フリコ沢コース
  - 連絡コース
- 中級
  - イーストビバルディコース
  - イーストティーニューコース
- 上級
  - アクロスAコース
  - アクロスBコース
- 最上級
  - スーパーイーストコース

Mt.イゾラ
- 初級
  - イゾラD迂回コース
  - イゾラグラン迂回コース
  - イゾラ山頂迂回コース
- 中級
  - イゾラグランコース
  - イゾラCコース
  - イゾラDコース
  - スティームボートAコース
  - スティームボートBコース
  - ヘブンリートレイルコース
  - ヘブンリーリッジBコース
  - ヘブンリービューコース
- 上級
  - イゾラBコース
  - ヘブンリーキャニオンコース
  - ヘブンリースピリットコース
  - ヘブンリーリッジAコース
- 最上級
  - イゾラAコース
  - ルスツNo.1コース

### パーク
- ゲレンデビューパーク
- スクール専用ビギナーゾーン
- しんちゃんスキースクール
- クレヨンしんちゃんひろば
- フリーダムパーク（ナイター）
- ツリーランエリア
- サイドカントリーパーク
- ゆきのむら

### モノレール・リフト

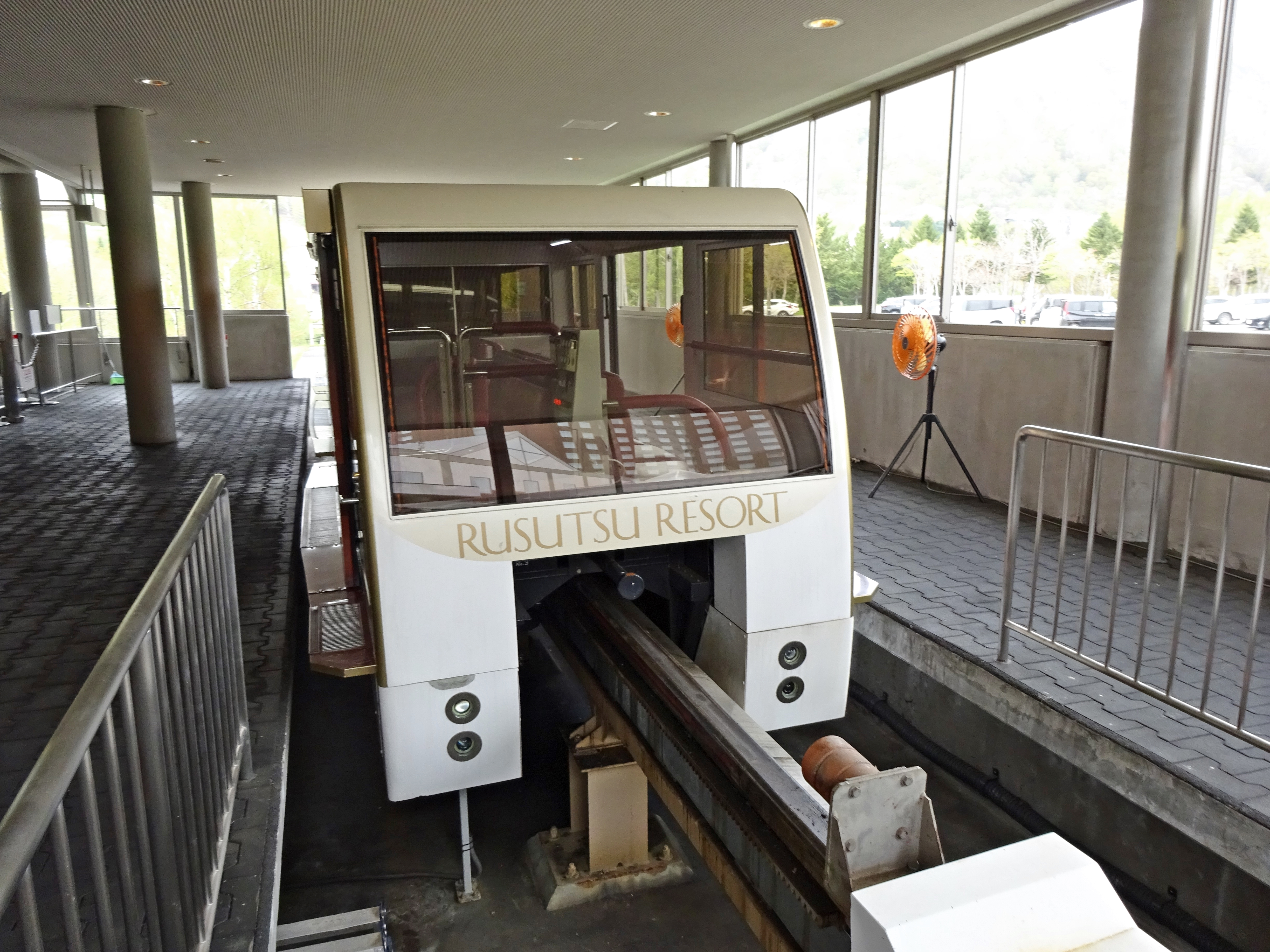
ルスツリゾートモノレール

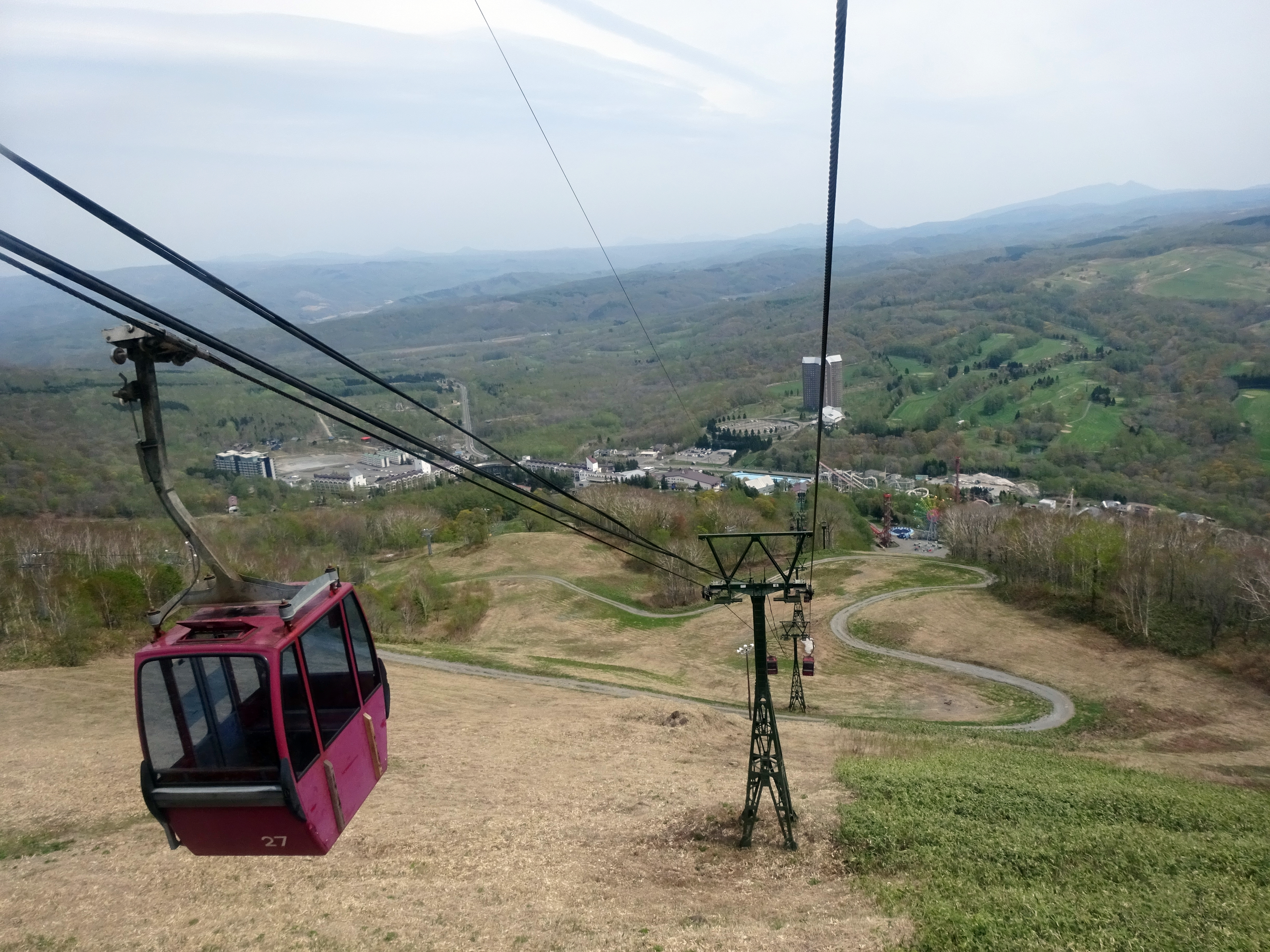
羊蹄ゴンドラ

| 駅名                   | 備考                                      |
| ---------------------- | ----------------------------------------- |
| サウスステーション     | サウスウイング棟内                        |
| スキー場前ステーション | ハイランドロッジ棟前 冬期のみ停車         |
| タワーステーション     | ウェスティンルスツリゾート アトリウム棟内 |

- 車両諸元[67]
  - 製造：嘉穂製作所（2016年更新）
  - 全長：12.5m（3両編成）
  - 幅：2.4m
  - 定員：42名（車椅子1台搭載可）
  - 所要時間：4分
  - デザイン：SAYORI WADA

| 名称                       | 定員         | 路線長       | 運転速度     | 輸送能力     | 建設年       | 備考                               |
| ウェスト Mt.               | ウェスト Mt. | ウェスト Mt. | ウェスト Mt. | ウェスト Mt. | ウェスト Mt. | ウェスト Mt.                       |
| -------------------------- | ------------ | ------------ | ------------ | ------------ | ------------ | ---------------------------------- |
| ウエスト第1クワッド        | 4名          | 619m         | 4.0m/s       | 2,400名      | 1997年11月   |                                    |
| ウエストタイガーペアリフト | 2名          | 512m         | 2.3m/s       | 900名        | 2005年11月   |                                    |
| ウエストゴンドラ           | 4名          | 1,104m       | 4.0m/s       | 1,200名      | 1983年11月   | 夏季にも「羊蹄ゴンドラ」として運行 |
| ウエスト第2クワッド        | 4名          | 924m         | 4.0m/s       | 2,400名      | 1994年11月   | フード付き                         |
| イースト Mt.               |              |              |              |              |              |                                    |
| イーストゴンドラ1号線      | 6名          | 1,654m       | 5.0m/s       | 1,800名      | 1987年11月   | 日本国内唯一の国道を跨ぐゴンドラ   |
| イーストゴンドラ2号線      | 6名          | 2,071m       | 5.0m/s       | 1,800名      | 1987年11月   |                                    |
| イースト第1ペアリフト      | 2名          | 721m         | 1.6m/s       | 1,200名      | 1997年11月   |                                    |
| イースト第2ペアリフト      | 2名          | 810m         | 2.3m/s       | 1,200名      | 1995年11月   |                                    |
| イーストクワッド           | 4名          | 1,381m       | 4.0m/s       | 2,400名      | 1987年12月   |                                    |
| アクロス第1ペアリフト      | 2名          | 149m         | 1.8m/s       | 1,200名      | 1988年12月   |                                    |
| アクロス第2ペアリフト      | 2名          | 513m         | 1.8m/s       | 1,200名      | 1989年12月   | 2008シーズンに延長                 |
| タワーペア                 | 2名          | 1,183m       | 4.0m/s       | 900名        | 2007年       | フード付き                         |
| Mt.イゾラ                  |              |              |              |              |              |                                    |
| イゾラ第1クワッド          | 4名          | 1,732m       | 4.0m/s       | 2,400名      | 1989年12月   | フード付き                         |
| イゾラ第2クワッド          | 4名          | 1,421m       | 4.0m/s       | 2,400名      | 1990年11月   | フード付き                         |
| イゾラ第3クワッド          | 4名          | 1,660m       | 4.0m/s       | 2,400名      | 1995年12月   | フード付き                         |
| イゾラ第4クワッド          | 4名          | 1,140m       | 5.0m/s       | 2,400名      | 1996年11月   | フード付き                         |
| イゾラ第5ペアリフト        | 2名          | 498m         | 2.3m/s       | 1,028名      | 2006年       | オープンより期間限定運行           |
| イゾラゴンドラ             | 6名          | 2,858m       | 5.0m/s       | 1,800名      | 1988年12月   |                                    |

### ゲレンデレストラン
- イーストセンターステーション
  - ローンパインカフェ
- イゾラベースステーション
  - イゾラ2000
- カフェテリア「スティームボート」
  - Riders Villa

## 宿泊施設
ノース&サウスウィングホテル
- 客室
  - ジュニアスイートルーム（ノースウィング、66m²）
  - デラックスファミリールーム（ノースウィング、66m²）
  - ツインルーム（ノース&サウスウィング、33m²）
  - 和室（サウスウィング、10畳 16室）
  - ファイテンルーム
  - ウェルネスルーム・プレミアムスイート（ノースウィング、99m² 2室）
  - ウェルネスルーム・スイート（ノースウィング、66m² 12室）
- 大浴場
  - サウスウィング大浴場（沸かし湯）

ウェスティン ルスツリゾート
23階建て全室スイートタイプの客室。
- 客室
  - 4名利用（76m²～85m²）
  - 5名利用（88m²）
  - 7名利用（108m²）
  - パナソニックルーム（108m²）
- ウェスティンルスツ温泉
- アロマトリートメントルーム「アヴェララ」
- マッサージルーム

The Vail Rusutsu
- 客室
  - 1ベッドルーム・スイート（51.57m²・2名）
  - 1ベッドルーム・プレミアムスイート（58.36m²・2名）
  - 1ベッドルーム・デラックススイート（59.73m²・2名）
  - 2ベッドルーム・スーペリアレジデンス（102.34m²・6名）
  - 2ベッドルーム・デラックスレジデンス（109.21m²・6名）
  - 2ベッドルーム・スイート（コネクティングルーム 103.14m²・4名）
  - 2ベッドルーム・プレミアムスイート（コネクティングルーム 109.93m²・5名）
  - 3ベッドルーム・スーペリアレジデンス（153.6m²・8名）
  - 3ベッドルーム・デラックスレジデンス（160.29m²・8名）
  - 4ベッドルーム・パノラマペントハウス（286.11m²・10名）
- カフェスペース
- スキーロッカー

ハイランドロッジ・別館トラベルロッジ
団体客のみ受け入れ。主にハイランドロッジは冬季パッケージツアー、トラベルロッジは冬季ツアーに加え教育旅行団体に使用。
- ハイランドロッジ（旧本館）
  - 洋室（20-30m² 2-3名 15室）
  - 和室（6-12畳 3-5名 18室）
  - 和洋室（36m² 4-6名 5室）
  - アウトバス和室（8畳 4名 7室）
  - 2段ベッドルーム（8-14名 15室）
- 別館トラベルロッジ
  - 洋室（18m² 2名 12室）
  - 和室（6畳 3-4名 30室）

ログハウス・コテージ
- ログハウス - カナダ産の丸太を使用[30]。
  - 6名収容（1棟 66.89m²）
  - 8名収容（1棟 104.83m²）
  - 24名収容（3棟 243.75m²）
- コテージ（ドッグコテージあり）
  - 6名収容（5棟 78.75m²）

山はともだちキャンプ場
- フリーサイト
- オートサイト（12区画）
- 管理事務所
- 売店
- 炊事場
- 夜間照明
- 水洗トイレ
- 駐車場（70台収容）
- 遊具スペース（トランポリン・ハンモック等）

### 会議場・コンベンション施設
ノースウィングホテル
- コンベンションホール1番
  - 300m²（25m×12m）、シアター形式で最大240名収容
  - 冬季は中華料理店「歓天」として使用
- コンベンションホール2番・7番
  - 42m²（7m×6m）、シアター形式で最大32名収容
- コンベンションホール3番・5番
  - 72m²（12m×6m）、シアター形式で最大72名収容
- コンベンションホール6番
  - 105m²（21m×5.5m）、シアター形式で最大128名収容、分割可能
- コンベンションホール18番
  - 390m²（30m×13m）、シアター形式で最大414名収容、2分割可能
- 宴会場・羊蹄
  - 230m²（23m×10m 最大162畳）、最大収容人数120名
- 茶室・万紀庵
  - 63m²（9m×7m）、最大収容人数6名
- セミナーホール
  - 176m²（22m×8m）、最大収容人数42名
- クレセントホール
  - 588m²（長辺54m・短辺44m×12m）、シアター形式で最大560名収容、分割可能
- エグゼクティブラウンジ
  - 120m²（15m×8m）、最大収容人数30名

サウスウィングホテル
- サウス会議室（4室）
  - 42m²（7m×6m）、シアター形式で最大24名収容、白樺+楡、ミズナラ+ナナカマドで結合可能

ルスツアリーナ
- 1,646m²（36.5m×45m）、シアター形式で最大1,400名収容

ウェスティン ルスツリゾート
- ウェスティン ルスツリゾート コンペティションルーム
  - 110m²（22m×5m）、シアター形式で最大114名収容、分割可能

### ホテル内施設
ノース&サウスウィングホテル
- メインエントランス
- チケット売り場
- インフォメーション
- 入園ゲート
- 2階建てメリーゴーランド「カルーセル」（ドイツ製）[73]
- 4Dシアター
- ゲームワールド
- シューティングゲーム「デスペラードス」
- ミュージカルファウンテンズ
- 室内造波プール&アクアコースター（全長100m）[73]
- 歌う木
- ダニエルバンド
- ルスツアリーナ
  - 卓球
  - ボルダリング
- 北海道カラダ休暇専用ラウンジ
- アクティビティデスク
- パイプオルガン（札幌桑園教会から移設）[74]
- ウェルネスセンター寿
- ウェルネスカウンセリングルーム

ハイランドロッジ
- ルスツリゾート保育園
- 遊園地案内所
- マジックミュージアム[57]
- 過去にはボウリング場、大浴場[24][12]、カラオケバー「B-1」、ゲームコーナー、麻雀ルーム[30]、売店、宴会場も存在した[75]。

### レストラン・ショップ
ノースウィングホテル
- 北海道バイキング「オクトーバーフェスト」（当初はビアレストラン[30]）
- ファミリーブッフェ「クレセントホール」
- カフェ「Névé Café」
- 郷土料理・寿司・鍋「雪花亭」
- 中国料理「歓天」（冬季のみ）
- ウェルカムポテト（ドリンク&アイス）
- カラフル（おみやげ・雑貨・日用品）
- Wine and Bottle Shop TARU（ワイン・酒類）
- ホワイトクリスマス（雑貨）
- BURTON Store（スポーツ用品）
- Salomon Store（スポーツ用品）
- Goldwin Store（スポーツ用品）
- Premium Front（スキーレンタル）
- SALOMON & ATOMIC STATION（スキーレンタル）

サウスウィングホテル
- パブ「クリケット」※時期によりクローズの場合あり
- メインバー「オブリスト」
- メインダイニング「ベルビュー」
- 和牛料理「四季」
- ダニエルストリート カフェ&ペイストリー（スイーツ&ブレッド）
- ダニエルストリート サラダ＆デリ （ファストフード）
- ダニエルエクスプレス（ファストフード）
- 黒船屋（ガラス雑貨）
- タイニーベア（おみやげ・雑貨）
- プリミエネージュ（ファンシーグッズ・子供向け雑貨）
- ホワイトクリスマス（雑貨）
- SALOMON & ATOMIC STATION（スキーレンタル）

ハイランドロッジ
- 居酒屋「かかし」
- 団体用レストラン「アラスカ」[76]
- 大食堂「ホルン」（冬季のみ、夏季は休憩所）
- メキシコ料理「COSTA DEL SOL TACOS CAFE」（冬季のみ）

トラベルロッジ
- ジンギスカン・焼肉「ランプハウス」（冬季のみ）

ウェスティン ルスツリゾート
- バイキング・ロビーラウンジ「アトリウム」
- レストラン「ボナペティ」
- 日本料理「風花」
- オーナーズ（スポーツ用品）
- キルティングビー（キルトショップ）
- ヘリンボーン（北海道みやげ）
- ウィンターテール（北海道みやげ）
  - 免税カウンター併設（外国人旅行者対象）
- ウエルカム（コンビニ）
- メイボール（フラワーショップ）
- The North Face Store（スポーツ用品）
- Salomon Station（スキーレンタル）

## 遊園地
加森観光専務（後に会長）の加森公人が遊園地好きだったこともあり遊園地の開発を検討し、遊具が劣化しやすい環境になく気象条件が良好な事や、夏場の収入源確保に繋がることもあり、スキー場内12.6万平米の敷地を用いて1983年に「ルスツ高原カントリーランド」として開業。傾斜地を利用し園内を上下2段に分け動く歩道「マウンテンロード」で動線を確保し、遊具のほか屋外ジャンボプール等も備える。
1989年のルスツリゾートへの改称に合わせた「ルスツリゾートカントリーランド」の呼称も存在するが、2021年現在では園内の一部案内板等に見られる程度となっている。
ローラーコースター
- ハリケーン
  - 全長約660m、最高時速80km[82]、最高地点約30m、2人乗り10両編成[83]、最大過重力3.1G。ベコマ製[84]。北海道・東北地方唯一のインバーテッドコースター。
  - 1994年のメキシコペソ暴落（en）の際にメキシコから購入[22]。
  - 当初は白色のレールに青緑色の支柱の配色としていたが[83][85]、その後支柱のみ濃灰色に塗り替えている[86]。
- コークスクリュー
  - 全長382.5m、最高地点21.3m、最高時速63km、最大傾斜角42.5度、6両編成24人乗り[87]。アロー製[73]。
  - 宙返り式コースターとして日本初の設置となった谷津遊園から移設[88]。
  - 2023年には八木山ベニーランドで使用されていた車両をリニューアルの上導入、ブルーインパルスをイメージした青を基調とした塗装に改められた[89]。
- ループ・ザ・ループ
  - 全長313m[90]、最高地点46.4m[91]、最高時速90km[90][92]、ループ部縦23.7m・横17.2m[91]、引き上げ角度29度・引き上げ高さ41m[90]、6両編成24人乗り[93]、最大過重力3.5G。明昌特殊産業（サノヤス・ヒシノ明昌）製[73]
  - '82北海道博覧会からの移設[94]。国内に現存する直線往復式コースターでは最大級[95]。
- マウンテンジェットコースター
  - 全長950m、時速70km、最高地点25m[92]、7両編成28人乗り[88]。サノヤス・ヒシノ明昌製[73]。
  - 谷津遊園からの移設。車両は2021年時点で黒色のデザインと紫色のデザインが1年毎に入れ替えられている[88]。
- ウルトラツイスター
  - 全長390m、6人乗り×6台[96]、最高時速73km、最大過重力4.5G、最高地点30.4m、最大傾斜角85度[97]。トーゴ製[73]。
  - 世界・食の祭典からの移設。通常のウルトラツイスターと異なり、スイッチバックの代わりに180度の反転降下が組み込まれている[88]。
- スタンディングコースター
  - 全長452m、最高地点25m[98]、定員4人乗り5両編成[99]、最高時速75km[100]、最大過重力3.9G。トーゴ製[73]。
  - '84小樽博覧会からの移設[101]。
- ゴーゴースニーカー
  - 最高時速24km[102]、最大過重力1.1G、2人乗り×3台。トーゴ製。
  - 近鉄あやめ池遊園地からの移設[103]。

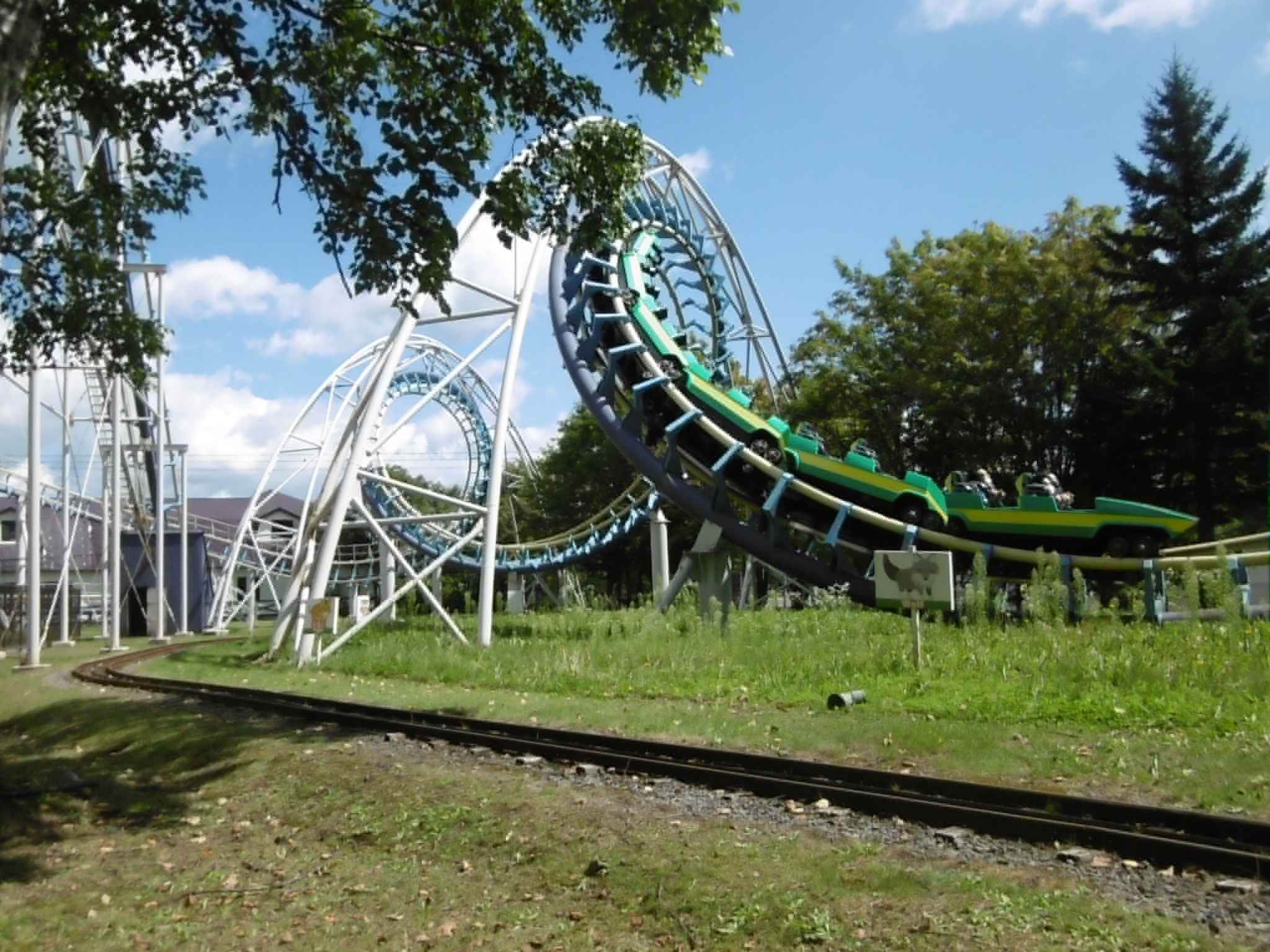
コークスクリュー
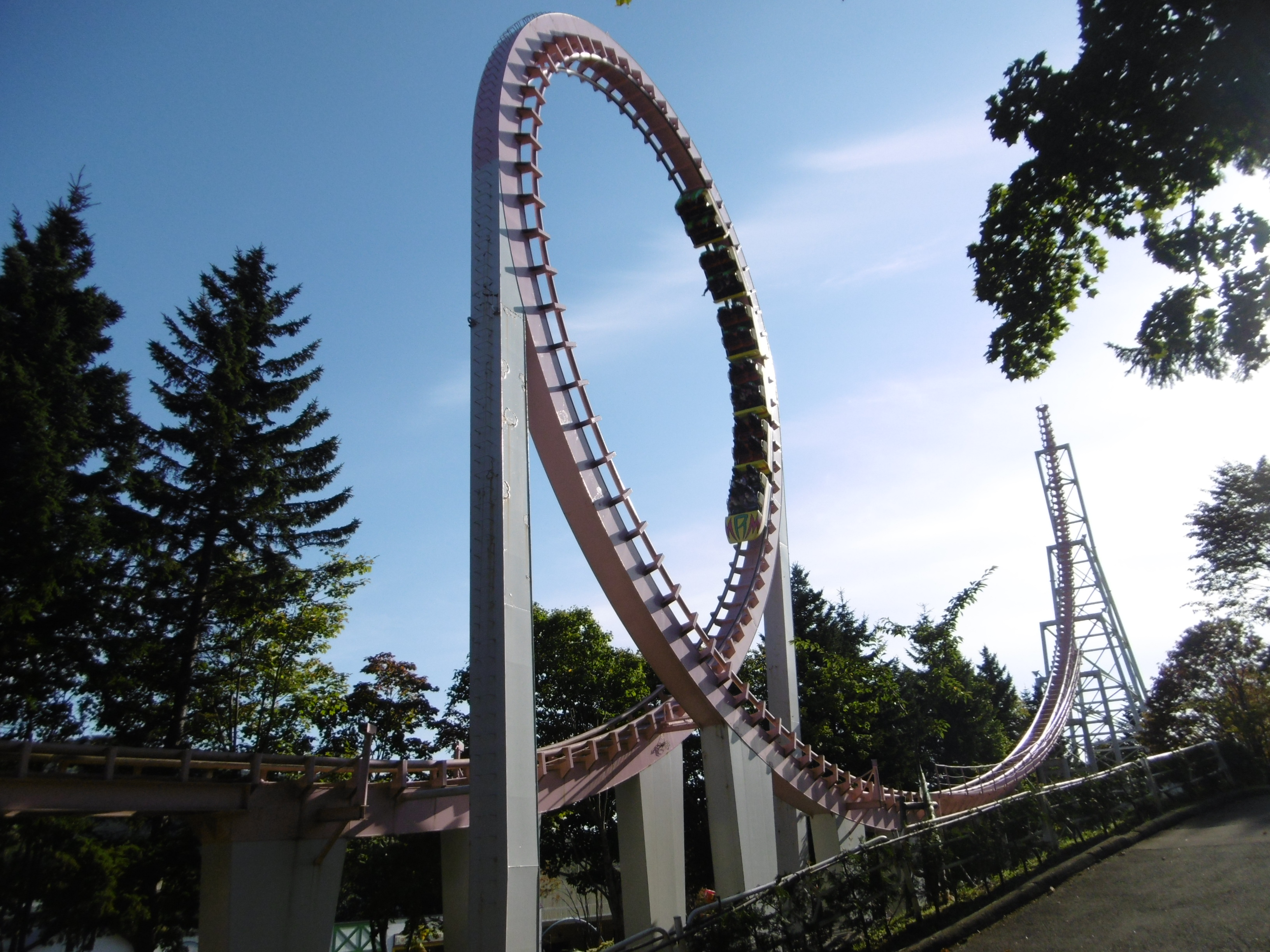
ループ・ザ・ループ
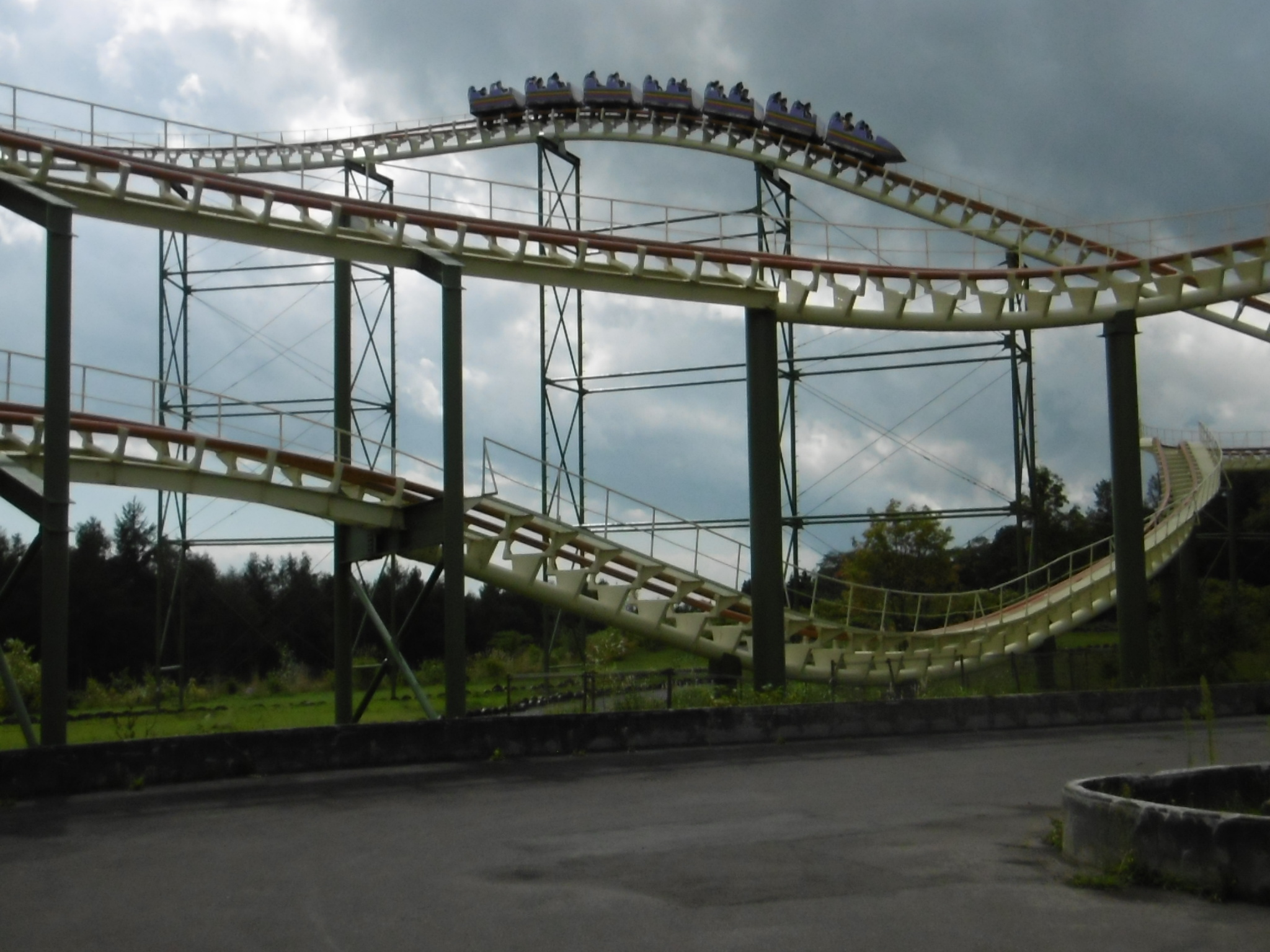
マウンテンジェットコースター
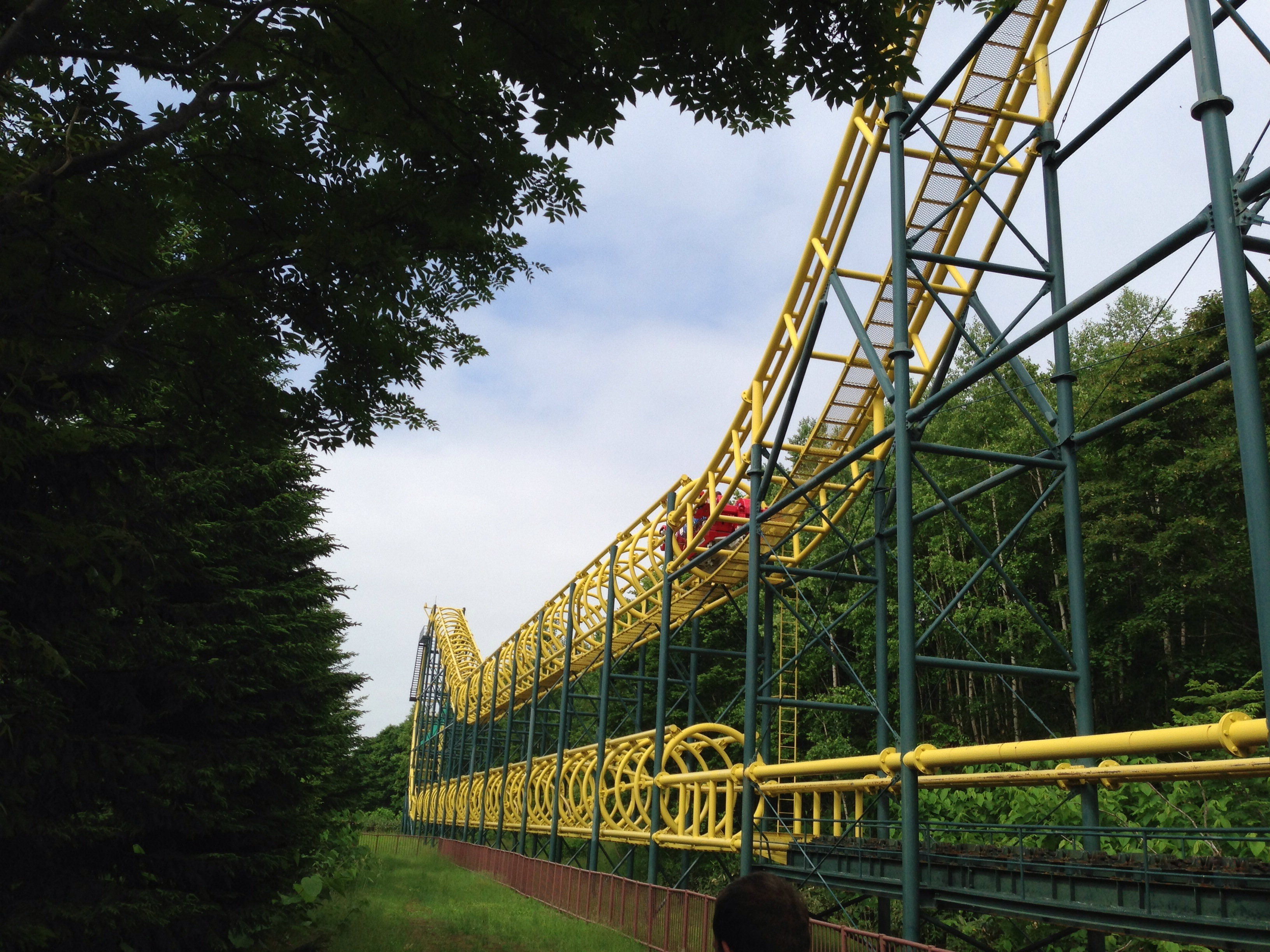
ウルトラツイスター
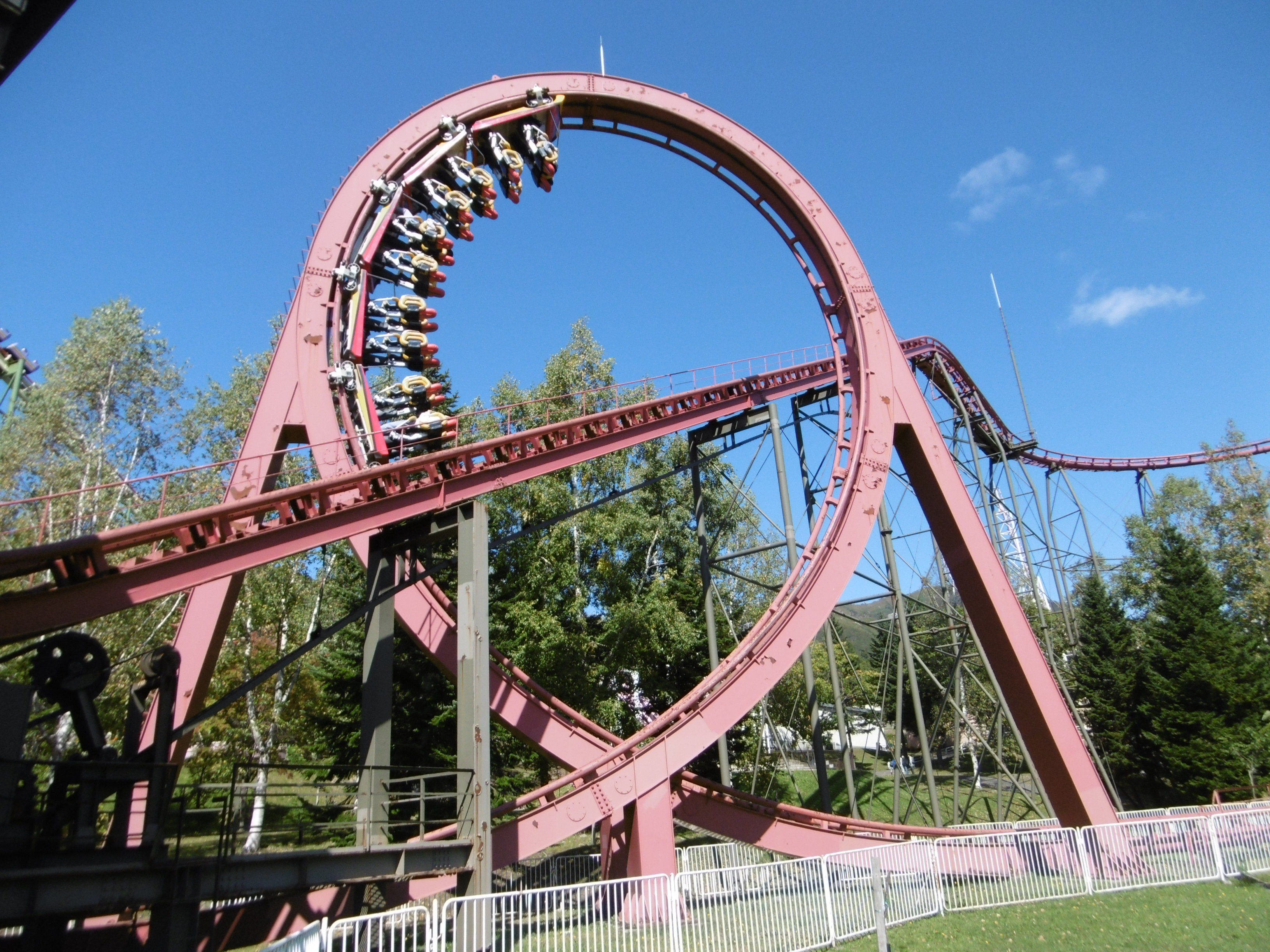
スタンディングコースター

スリルライド
- スペースショット

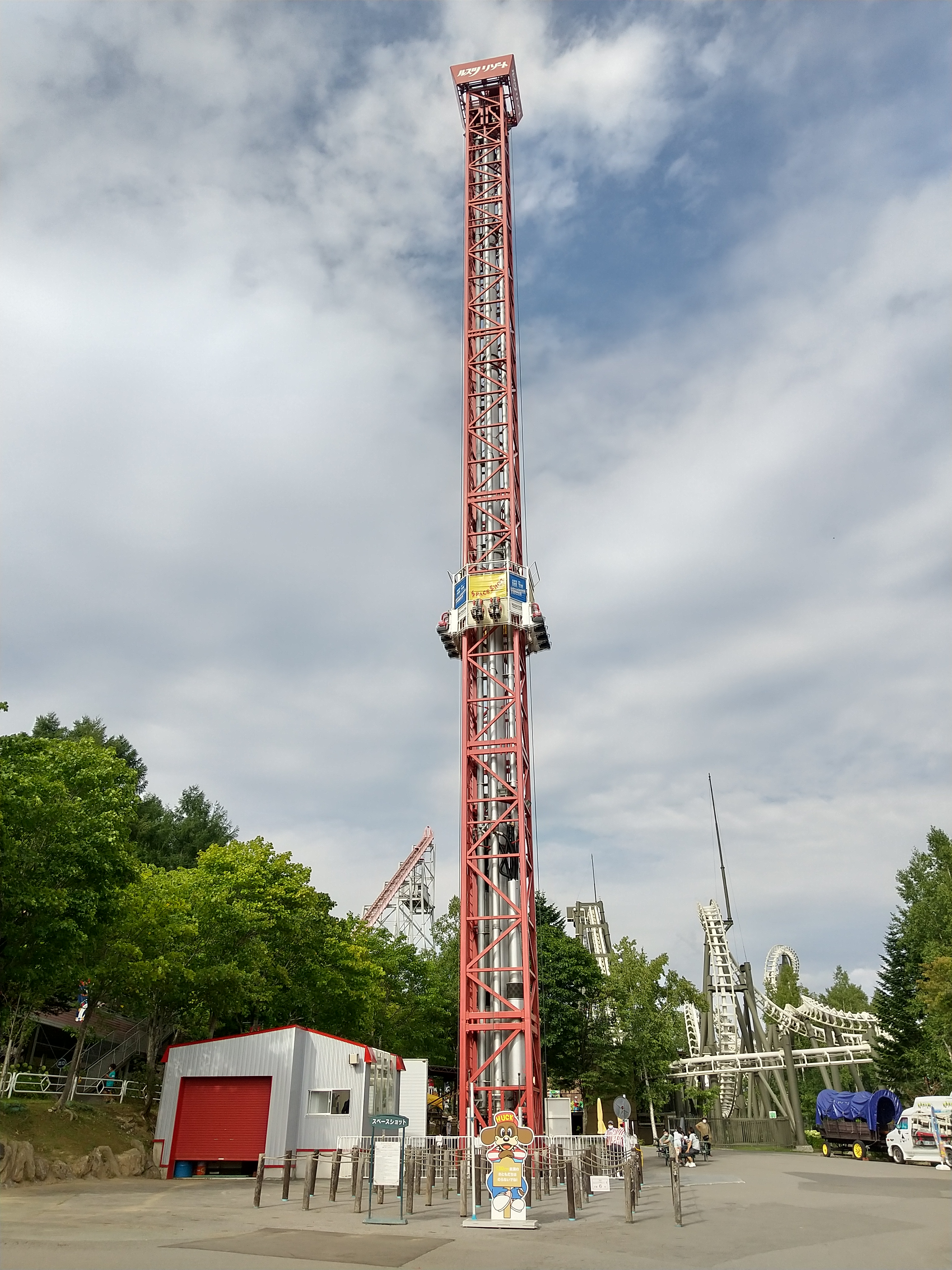
スペースショット

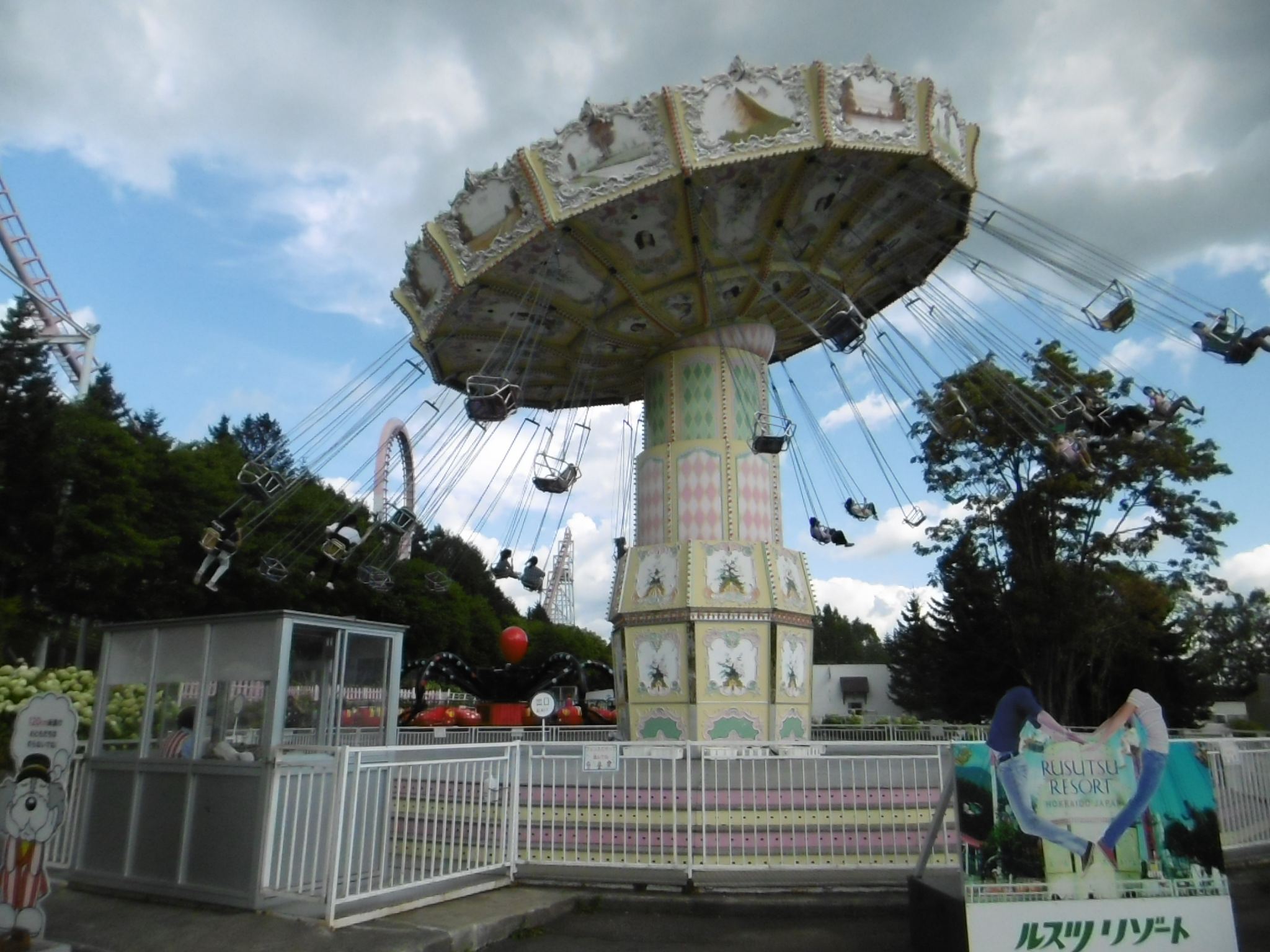
ウェーブスインガー

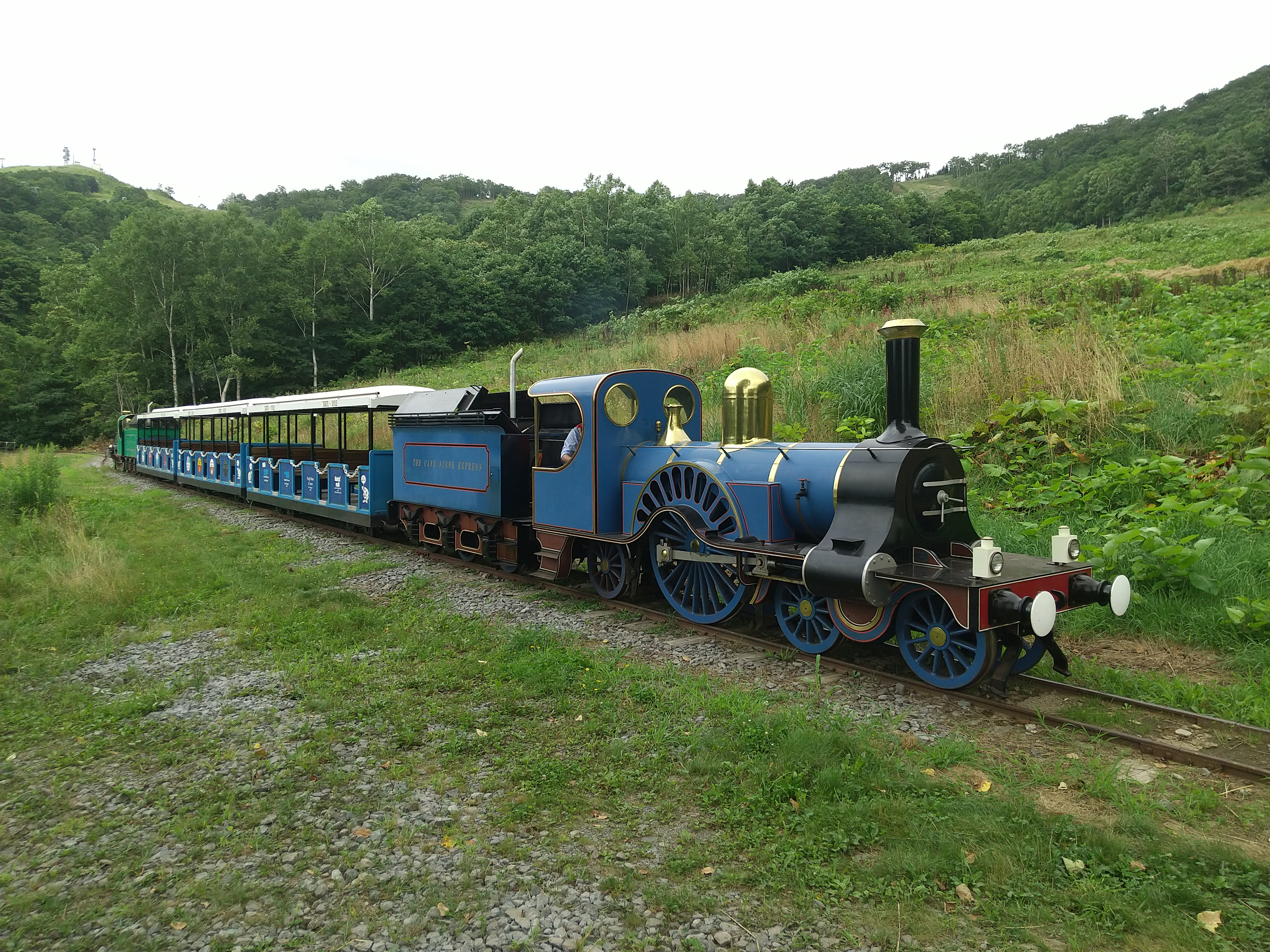
グラスゴートレイン

  - 高さ60m、最高時速65km[104]、最大過重力4.9G[105]、定員12名[106]。S&Sスポーツパワー製[106]。
- スカイトレイル
  - 高さ11m、全長25m、幅11m、定員48名。ロープスコース製[107]。
- フリーフォール
  - 高さ40m、最高時速88km[104]、最大過重力5G[105]。インタミン製[73]。
- ハートビート
  - 外柵径20m、最高高度20.3m[83]、2人乗りゴンドラ18基[108]。トーゴ製[84]。
- バイキング
  - 回転半径12.24m、最高14.3m、最大傾斜角60度、最高速度約36km、定員32名（当初40名）[81]。明昌特殊産業（サノヤス・ヒシノ明昌）製[73]。
  - '82北海道博覧会から移設[94]。
- 急流すべり（クマキ製[73]）
- フライングカーペット
  - 最大高度11m[101]、ジーラー製[73]
- スイングアラウンド[85]（フス製）
- ウェーブスインガー[85]
- モンスター（サノヤス・ヒシノ明昌製[73]）
- ミュージックエキスプレス[85]

カート&トレイン
- ゴーカート（日邦産業製）[73]
- サイクルカート
- カントリートレイン[85]
- グラスゴートレイン
  - グラスゴーガーデンフェスティバル（en）からの移設、7両編成客車3両、定員90名[109][110]。セベルン製[73]。夏休み期間のみ運行。
  - 軌間600mm[110]、路線長約1.5km[109]、ホテルノースウイング棟付近の車庫を兼ねた馬小屋調の駅舎「スティームボートステーション」と[110]、遊園地上部観覧車付近の「ハイランドステーション」を結ぶ[109]。所要時間片道約15分[110]。機関車はスターリング・シングル形蒸気機関車を模している[110]。
- サイクルモノレール
  - サノヤス・ヒシノ明昌製[73]。当初は時計回りでの運行としたが、短期間で反時計回りに変更された[95]。

こどもランド
- ルースの広場
- ムースの白い砂場
- ミニバイキング[85]
- タートル[85]
- ふわふわキッズランド
- バッテリーカー（ホープ製）[73]
- アニマルバッテリーカー
- ダニエルプレイランド
- マーダーロッジ[85]

その他アミューズメント
- サファリ
- 観覧車[111]
  - 高さ34m、直径31m[112]、ゴンドラ16基、定員計64名[91]。サノヤス・ヒシノ明昌製[73]。
  - '82北海道博覧会からの移設[94]。2025年度から休業しリニューアルを計画[113]。
- マウンテンロード
  - 上りのみ、プラント技研製[73]。
- フライングエレファント[85]
- メリーゴーラウンド（トーゴ製[73]）
- 死霊の館 〜呪われた少女〜[85]
  - 呪われた少女「ジェーン」を主人公としたお化け屋敷[114]。
- メリーカップ（トーゴ製[73]）
- キッチンミュージカル
  - 東京創研製[73]、'84小樽博覧会からの移設[101]。移設後には8トラックからCDへのオーディオ機器更新と動作プログラムの再調整が行われている[88]。
- ミラーハウス（熊谷組製[73]）
- らくがきひろば
- 宝石採り体験「サンディクリーク」
- アヒルレース[85]
- 羊蹄ゴンドラ
- バーバーベアー（サリー製[73]）
- 死霊の鏡　〜終わらない欲望〜[114]
  - 乃村工藝社製、全長約120m。「死霊の館 〜呪われた少女〜」の続編となるお化け屋敷。死霊の館の主人公・ジェーンの魂が抜け出し廃屋に乗り移った設定で、特殊造形のほか3Dホログラムサイネージによる映像演出や来場者の選択によるマルチエンディング演出を組み込んだ。

屋外スーパージャンボプール（
- 夏休み期間のみ営業、日本アルミニウム工業製[116]。
- 流水プール（全長287m、コース幅5m、水深1m[116] 北海道一の全長[4]）
- アクアコースター（ウォータースライダー、2コース 1986年導入[117]、クラレール(Klarer Freizeitanlagen)社製 長さ100m[118]）
- スライダープール（30m・15m各2コース、地表部プール18m×10m・深さ0.6m）[116]
- 噴水プール（幼児向け、直径9m[116] 水深30cm）
- 円形プール（子供向け、十六角形直径23m）[116]
- 競泳プール（25m×13m、6コース 屋根付温水プール）[4]

レストラン・売店
- カントリーハウス（メインレストラン・売店）
- カフェ&キッズパーク「ルースとムースの森」（喫茶・イタリアン）
- バーベキューハウス（焼肉）
- スナックB2・K2（ファストフード）
- グルメハウス（スイーツ）
- ケーブルカーショップ（アイスクリーム）

過去のアトラクション
- 回転ボート[21]（トーゴ製[73]）
- タイムトンネル[21]（熊谷組製）[73]
- メルファンランド[21]（熊谷組製[73]、ふわふわキッズランドに転用）
- スーパーチェアー[21]（サノヤス・ヒシノ明昌製[73]）
- 飛行塔[21]（サノヤス・ヒシノ明昌製[73]）
- ジャンプライド[21]（サノヤス・ヒシノ明昌製）[73]
- ラウンドアップ[21]（トーゴ製）[73]
- ドラキュラ館[21]（熊谷組製[73]）
- サイクル電車[21]
- スペースセブン[21]（サノヤス・ヒシノ明昌製）
- パラトルーパー[21]（サノヤス・ヒシノ明昌製[73]）
- グランプリゴーランド[21]（サノヤス・ヒシノ明昌製[73]）
- ローターウェーブ[21]（トーゴ製[73]）
- タイムマシン[21]（熊谷組製[73]）
- アストロファイター[21]（サノヤス・ヒシノ明昌製[73]）
- ティーカップ[21]
- ツインドラゴン[21]
- パールスレー[21]（トーゴ製[73]）
- フィールドアスレチック広場[21]
- スキッドレーシング[20]
- トップガン[20]（イタリア製 36人乗り、最高高度25m[119]。跡地にはスカイトレイルを設置。）
- コンボイ[20]
- 宙返りロケット[20]（トーゴ製[73] 世界・食の祭典からの移設）
- シーパニック[20]（トーゴ製[73],'84小樽博覧会からの移設[101])
- クラシックカー（サノヤス・ヒシノ明昌製[73]）
- ボンボン（タスコ製[73]）
- 豆汽車（千代田工業製[73]）
- マンガステージ（熊谷組製[73]）
- ドラキュラの館（乃村工藝社製）[84] - 開園初期からの旧ドラキュラ館を改装、中世の城をイメージしコウモリの飛ぶ廊下・雷鳴とともに現れるドラキュラ、起き上がるミイラや墓場から飛び出すゾンビを配した[120]。
- ツイスター（サノヤス・ヒシノ明昌製）[73]
- パワースレッド[121][85]
- フォーチュンケイブ[121][85]
- ワイルドリバー[121][85]
- ロストワールドスペシャル[121][85]
- ジャイアントベア[121]
- わくわく動物ランド[121]
- ふれあいファーム[121]
- ワンちゃんダービー[121]
- フライングスインガー[121]
- ロードトレイン[121]
- ディガーズマウンテン[121]
- マッドマウス
  - 全長175.6m、最高地点6.3m、最高時速35km[122]、最大過重力2.9G、4人乗り×3台[122]。佐伯工業製[122]。
  - マイカル小樽「ダイナレックス小樽」からの移設。2022年より営業を中止。

## ルスツリゾートゴルフ72
タワーコース　北緯42度44分51秒 東経140度54分18秒 / 北緯42.74750度 東経140.90500度
「ルスツリゾートゴルフコース」として開業し尾崎将司が監修、安全性を重視した設計を行った。2番ホールにはジャンボ尾崎の第1打目を記すメモリアルプレートを設置。1番ホールから9番ホールまではナイター対応。隣接して練習場「ドライビングレンジ」がある（300ヤード、23打席）。
| OUT   | 1   | 2   | 3   | 4   | 5   | 6   | 7   | 8   | 9   | TOTAL |         |
| ----- | --- | --- | --- | --- | --- | --- | --- | --- | --- | ----- | ------- |
| B.Tee | 514 | 405 | 328 | 208 | 514 | 416 | 394 | 175 | 396 | 3,350 |         |
| R.Tee | 488 | 370 | 306 | 175 | 487 | 394 | 378 | 150 | 345 | 3,093 |         |
| F.Tee | 409 | 275 | 276 | 106 | 434 | 320 | 359 | 138 | 321 | 2,638 |         |
| Par   | 5   | 4   | 4   | 3   | 5   | 4   | 4   | 3   | 4   | 36    |         |
| IN    | 10  | 11  | 12  | 13  | 14  | 15  | 16  | 17  | 18  | TOTAL | G.TOTAL |
| B.Tee | 394 | 186 | 525 | 405 | 427 | 503 | 381 | 195 | 381 | 3,397 | 6,747   |
| R.Tee | 367 | 155 | 485 | 380 | 381 | 479 | 355 | 175 | 358 | 3,135 | 6,228   |
| F.Tee | 276 | 122 | 413 | 343 | 322 | 412 | 299 | 153 | 350 | 2,690 | 5,328   |
| Par   | 4   | 3   | 5   | 4   | 4   | 5   | 4   | 3   | 4   | 36    | 72      |

リバーコース　北緯42度46分35秒 東経140度58分18秒 / 北緯42.77639度 東経140.97167度
ウッドコースと合わせて「リバーウッドゴルフコース」として運営、カーティス・ストレンジ設計・監修。虻田郡喜茂別町に位置する。
| OUT   | 1   | 2   | 3   | 4   | 5   | 6   | 7   | 8   | 9   | TOTAL |         |
| ----- | --- | --- | --- | --- | --- | --- | --- | --- | --- | ----- | ------- |
| B.Tee | 494 | 326 | 361 | 487 | 189 | 339 | 330 | 191 | 317 | 3,034 |         |
| R.Tee | 476 | 295 | 339 | 472 | 164 | 323 | 306 | 175 | 293 | 2,843 |         |
| F.Tee | 426 | 234 | 306 | 438 | 121 | 301 | 295 | 153 | 230 | 2,504 |         |
| Par   | 5   | 4   | 4   | 5   | 3   | 4   | 4   | 3   | 4   | 36    |         |
| IN    | 10  | 11  | 12  | 13  | 14  | 15  | 16  | 17  | 18  | TOTAL | G.TOTAL |
| B.Tee | 502 | 490 | 341 | 186 | 328 | 394 | 345 | 208 | 279 | 3,073 | 6,107   |
| R.Tee | 478 | 471 | 317 | 164 | 281 | 361 | 328 | 186 | 257 | 2,843 | 5,686   |
| F.Tee | 423 | 421 | 296 | 131 | 268 | 328 | 266 | 164 | 235 | 2,532 | 5,036   |
| Par   | 5   | 5   | 4   | 3   | 4   | 4   | 4   | 3   | 4   | 36    | 72      |

ウッドコース
カーティス・ストレンジが設計・監修を担当。虻田郡喜茂別町にある。
| OUT   | 1   | 2   | 3   | 4   | 5   | 6   | 7   | 8   | 9   | TOTAL |         |
| ----- | --- | --- | --- | --- | --- | --- | --- | --- | --- | ----- | ------- |
| B.Tee | 387 | 454 | 202 | 377 | 514 | 372 | 408 | 176 | 563 | 3,453 |         |
| R.Tee | 367 | 438 | 175 | 356 | 498 | 350 | 383 | 153 | 531 | 3,251 |         |
| F.Tee | 339 | 388 | 148 | 311 | 410 | 328 | 334 | 131 | 444 | 2,833 |         |
| Par   | 4   | 4   | 3   | 4   | 5   | 4   | 4   | 3   | 5   | 36    |         |
| IN    | 10  | 11  | 12  | 13  | 14  | 15  | 16  | 17  | 18  | TOTAL | G.TOTAL |
| B.Tee | 525 | 390 | 372 | 184 | 410 | 361 | 509 | 186 | 427 | 3,364 | 6,817   |
| R.Tee | 509 | 358 | 339 | 162 | 394 | 337 | 476 | 166 | 410 | 3,151 | 6,402   |
| F.Tee | 446 | 301 | 290 | 137 | 356 | 295 | 443 | 141 | 330 | 2,739 | 5,572   |
| Par   | 5   | 4   | 4   | 3   | 4   | 4   | 5   | 3   | 4   | 36    | 72      |

いずみかわコース　北緯42度45分07秒 東経140度55分35秒 / 北緯42.75194度 東経140.92639度
湯原信光監修。
| OUT   | 1   | 2   | 3   | 4   | 5   | 6   | 7   | 8   | 9    | TOTAL |         |
| ----- | --- | --- | --- | --- | --- | --- | --- | --- | ---- | ----- | ------- |
| B.Tee | 498 | 369 | 352 | 513 | 318 | 161 | 340 | 150 | 359  | 3,060 |         |
| R.Tee | 478 | 344 | 335 | 493 | 292 | 136 | 313 | 133 | 337  | 2,861 |         |
| F.Tee | 450 | 296 | 311 | 466 | 268 | 112 | 284 | 109 | 321  | 2,617 |         |
| Par   | 5   | 4   | 4   | 5   | 4   | 3   | 4   | 3   | 4    | 36    |         |
| IN    | 10  | 11  | 12  | 13  | 14  | 15  | 16  | 17  | 18   | TOTAL | G.TOTAL |
| B.Tee | 342 | 518 | 381 | 191 | 322 | 330 | 191 | 570 | 4211 | 3,266 | 6,326   |
| R.Tee | 328 | 492 | 356 | 171 | 312 | 305 | 173 | 547 | 398  | 3,082 | 5,943   |
| F.Tee | 306 | 469 | 335 | 153 | 290 | 282 | 154 | 480 | 380  | 2,849 | 5,466   |
| Par   | 4   | 5   | 4   | 3   | 4   | 4   | 3   | 5   | 4    | 36    | 72      |

## その他施設
- サンサンフィールド（野外芝生広場・イベント会場）
- ルスツマウンテンバイクパーク
- テニスコート
  - 遊園地入場者は1時間無料。
- ピックルボールコート（8面）
- パークゴルフ（全18ホール）
- ルスツトレイル
  - 山頂散策コース（1.7km）
  - トレッキングコース（1.4km）
  - ジョギングコース（1.5km）
- 光の迷路
- ルスツファーム収穫農園
- ルスツランチ（乗馬クラブ、春香ホースランチ運営）[126]

## アクティビティ
夏
- ラフティング
- ファンカヤック
- ネイチャーツアー
- マウンテンバイク
- 乗馬
- ファミリー川下り
- バーベキューオリエンテーリング
- プチフィッシング
- 熱気球（係留）フライト体験
- 農家のパン工房
- ヘリコプター遊覧飛行
- トレイルランニング

冬
- 犬ぞり
- スノーモービル
- 乗馬
- スノーシュー
- クロスカントリースキー
- スノーラフティング
- エアボード
- キッズアドベンチャー
- 尻別岳ヘリスキー

インドア
- レザーワーク
- フュージングガラス
- ゆきだるま作り
- チーズ作り
- アイスクリーム作り
- 生キャラメル作り
- いももち作り

## イベント
ルスツリゾートでは、1年を通して各種イベントやコラボレーション企画を実施している。
- シンデレラナイター（2月の毎週土曜日）
- Mt.イゾラ山頂展望ツアー（2月中旬～3月中旬）
- マウンテン・アウトドアガーデン（MOG）（3月下旬）
- GW花火大会（ゴールデンウィーク）
- プロジェクションマッピング「KAMORI WONDER LIGHTS-生命の大地..北海道 -」（4月下旬〜5月中旬、7月下旬〜10月中旬）
- 花のみち『ル・ノンノ』（5月中旬～10月上旬）
- 北海道まるごと夏祭り（7月～8月）
  - 期間中ウルトラドリームサーカス、ナイター遊園地、スペシャル花火大会などを開催
- ハッピーハロウィン（9月～10月）
- ルスツうまいもんまつり（9月中旬）
- 北海道アウトドアフェスティバル（9月下旬）
- ルスツリゾートクリスマス（11月下旬～12月25日）
- Rusutsu 100days Music Night（12月下旬～3月下旬頃）
  - SAPPORO CITY JAZZとのコラボレーション企画
- 大みそか花火大会・年越しカウントダウン（12月31日）

## マスコット
ダニエルとデキシーディガーズ（Daniel and the DIXIE DIGGERS）
サウスウイング内のアニマトロニクス人形をモチーフとした5体の犬のキャラクター。2003年に制定され、演奏しながらアメリカの田舎町を旅し渡り歩く中でルスツにやって来て楽しい遊びに魅せられルスツに住み続ける事となった設定としている。
- ダニエル（Daniel T. Bones） - ニューオーリンズ生まれのシェパード。ピアノを担当し、スポーツが得意で責任感もありメンバーからの信頼も厚いバンドリーダー。
- パーシィ（Sir Percy Percival） - ロンドン・オックスフォード生まれの貴族の子孫。クラリネットを担当、博学で物知り博士とも呼ばれる。
- スクラッチモ（Scratchma） - テキサス州生まれのブルドッグ。トランペットを担当、普段優しいが怒ると迫力満点でものすごく怖い。
- ハック（Huck L. Berry） - ミズーリ州生まれのビーグル。バンドメンバー内では最年少、ボーッとしているが動きは早く、練習嫌いなのが欠点。
- カーネル（Colonel Beauregard） - フィラデルフィア出身のスコッチテリア。バンドメンバー内では最年長、元陸軍大佐で体は小さいがオシャレ好き。ドラムを担当。

ルースとムース（Ruth & Moose）
熊をモチーフとした妖精のキャラクター。山から生まれた茶色の男子「ルース」と雪から生まれた白色の女子「ムース」からなり、大きな丸い尻尾とハート型の肉球を持ちホテルマンの帽子を身につけておりムースのみ帽子にリボンを付けた形としている。2016年に開業したキッズスペース・カフェ「ルースとムースの森」より展開を開始。
コットンくん/コットンベアー
1980年代に用いられた赤いカウボーイハットを身に着けた熊をモチーフとしたキャラクター。現行のダニエルなどが登場して以降も園内の一部案内看板などに残存しており、2024年にはステッカーも販売されている。

## アクセス・駐車場
札幌・新千歳空港からルスツリゾートまでの直行バスを運行している。道南バス「ルスツリゾートホテル前」「ルスツ高原」バス停下車。またヘリポートでのチャーター送迎も可。
- 車
  - 洞爺湖から国道230号経由で約30分
  - ニセコから北海道道66号岩内洞爺線経由で約40分
  - 札幌から国道230号経由で約90分
  - 新千歳空港から北海道道16号支笏湖公園線・国道276号（国道453号）・国道230号経由で約90分
  - 苫小牧から国道276号（国道453号）・国道230号経由で約90分
  - 室蘭から国道37号・国道230号経由で約90分
- 駐車可能台数
  - 夏季：2,000台
  - 冬季：3,000台（無料）
- 路線バス
  - 道南バス「ルスツリゾートホテル前」「ルスツ高原」停留所
  - 倶知安駅から倶知安留寿都線で約60分
  - 洞爺湖温泉から札幌洞爺湖線で約45分
- ヘリコプター（チャーター） - 新千歳空港または丘珠空港から25分。

## 事故・トラブル
- 1974年1月5日、加山雄三がスキーグライダーを行う際にスキーを付けた状態で第一ゲレンデで待機中、グライダーを背負った別のスキーヤーを引き終えて下降中の圧雪車が変速時に滑落し圧雪車のキャタピラに巻き込まれ左肩甲骨の骨折と両足大腿部の打撲を負った[138]。肋骨の損傷や左肩の関節に運動障害を起こす重傷により事故後2ヶ月間の療養でドラマ降板等が生じ[139]、財産上の損害や慰謝料・休業補償を含め損害額計4,700万円以上の損害で同年12月にスキー場と圧雪車運転手に内金として賠償金3,000万円を求めて東京地裁へ提訴し[140]、その後1978年10月に賠償金1,000万円で和解が成立[141]。
- 1979年12月14日、二谷英明がテレビドラマ「特捜最前線」のロケの際スキー場にてスキー中に転倒し頭や顔を強打[142]。首を骨折し4ヶ月間の入院となり特捜最前線には第110回より復帰した[143]。
- 1980年5月20日-21日、山口組と北海道同行会の抗争事件にて山口組系加茂田組の200名らが高原ホテルに宿泊[144][145]、また反山口組系の道内暴力団員約1000人がホテル前に押しかける[146]。
- 1990年10月7日、山上のバーベキュー場から麓のホテルへ向かう5両編成のロードトレインのうち後部2両が横転し3人が重傷・13人が軽傷を負った[147]。原因は大雨にもかかわらず下り坂の左カーブにて減速を怠り平常時速の20-30kmで運転していたこととされた[148]。その後業務上過失傷害罪で運転手を札幌地検岩内支部に書類送検した[149]。
- 2012年6月7日午後1時30分頃、遊園地内「ハリケーン」にて乗客約20名を載せた車両が上昇中に約10m地点で停止。乗降ホーム手前のレールに置かれたセンサーがブレーキ圧の低下を誤って感知し緊急停止したものとみられ、ブレーキを解除し点検ではセンサーの異常は見られず一時間後に運転を再開[82]。
- 2012年6月27日午前10時頃、遊園地内「マッドマウス」にて4名乗車の車両1台が減速せずプラットホームへ進入し、停車中の空車と追突し更に空車がその前方で出発準備中の4名乗車の車両に追突、後方の加害車両に乗車していた児童2名が打撲・前方の被害車両に乗車した児童2名が怪我・教員1名が腰の痛みを訴え計5名が軽傷を負った。原因はプラットホーム手前の第3ブレーキが近接センサーの交換基準年数を超えた経年劣化により正常に作動しなかったことと見られ、その後事故防止策として近接センサーの二重化や取付方向の変更を行った[122]。
- 2017年6月22日午後2時頃、遊園地内「バイキング」にて児童1名が停止途中に安全バーの下からすり抜け10数cmの高さから転落し軽傷を負った[150]。原因は乗客がバランスを崩して正常姿勢を維持できなくなった際に、乗客の座席からの滑落を防止する構造になっていないにも拘わらず、床面の真横に乗降口があり扉もなく転落を防止できなかったことにあるとみられている。事故後、運営会社の加森観光は事故防止策として、運転席奥側の出入り口に55cmの柵を付け乗降禁止とする、運転席手前側の出入り口に高さ20cmのステップと上部にチェーンを付け両側で体の逸脱の防止を図る、客席座面に滑り止めシールを貼り付けた上で重量増加を勘案し一列あたりの定員を5名から4名・最大定員を40名から32名に削減する、搭乗時の転倒を防止すべくプラットホームに高さ22.5cm・幅20cmの台座を設置するといった改善策を施した[81]。
- 2019年6月18日、遊園地内「ツイスター」にて児童2名が回転式のゴンドラから投げ出され額を切るなどの軽傷を負った。原因としてシートベルトの不具合が疑われ事故後運行を休止し[151]、その後2020年には撤去されている。
- 2024年4月29日、遊園地内「ループ・ザ・ループ」にて車両が斜面を上昇中、高さ約40m地点で緊急停止する事態が発生した[152][153]。原因はブレーキの動きを感知する安全装置の誤作動とみられ、当時乗り合わせていた乗客18名は非常用階段を伝って地上へと避難し負傷者は発生しなかった[154][155]。なお、当日の営業前点検で異常は確認されていなかったという[156]。本件発生から約2か月後の同年6月12日、安全確認と点検整備において問題がないことを確認されたとして営業を再開した[157]。

## 広告
キャッチコピー
- 「白い恋人たちの世界」（1970年代）
- 「山は友だち」「太陽は友だち」「雪は友だち」（1983年・遊園地開園当初） - 留寿都村の村章の由来「太陽と雪と山、そして限りないエネルギーと北国の厳しさと強さ」に基づいて設定。
- 「ザ・遊び放題ランド」（1983年-1986年）
- 「SKI TOWN RUSUTSU」（1995年-2000年）
- 「HOKKAIDO No.1」（2000年-2007年）
- 「be happy!」（2008年-）

CM出演
- 鈴木福（2011-2012年）
- エヴァ（2015-2016年）
- 瀬川あやか（2017年）

## 登場作品
大和ルスツスキー場
- テレビドラマ「白い秘密」
- テレビドラマ「大空港」 - 22話にて使用[162]。
- テレビドラマ「特捜最前線」 - 97・98話にて使用。なお撮影中に主演の二谷英明が重傷を負い109話まで出演を見合わせた。

ルスツリゾート
- テレビゲーム「Happy! Happy!! Boarders in Hokkaidoルスツリゾート」 - アトラスによるPS2用スノーボードゲーム[163]。
- テレビ番組「ザ!鉄腕!DASH!!」（日本テレビ） - 2012年2月26日放送「雪玉転がしてどこまで大きくできるか?!」企画にてスキー場を使用[164]。
- テレビドラマ「広域警察4 〜東京〜札幌〜登別温泉、殺人犯は何処へ消えたのか？」（テレビ朝日）[165]
- テレビアニメ「虹色デイズ」 - 前期OP映像に遊園地の写真や、12-15話の旅行先のモデルとして遊園地とホテルノース&サウスウイング棟を使用。また放送期間を含む2016年6月から7月にはコラボレーションイベントも実施[166]。
- 映画「PとJK」 - ロケ地の一つとして遊園地の観覧車を使用[167]、撮影に使用された9番ゴンドラを「ハッピーゴンドラ」として記念ラッピングが施されている[168][169]。
- テレビ番組「有吉の夏休み2021」（フジテレビ） - 羊追い込み体験にてひつじひろばを使用[170]。
- インターネット番組「今日、好きになりました。 朝顔編」（ABEMA）[171]
- テレビ番組「ラヴィット!」（TBSテレビ） - 2023年7月17日放送「トータルテンボスのいたずらツアー」企画にて遊園地を使用[172]。
- テレビ番組「世界の果てまでイッテQ!」（日本テレビ） - 2025年8月17日放送「出川女子会夏休みスペシャル」企画にて遊園地・ひつじひろばを使用[173]。

## 参考資料
- 河西邦人. “ルスツリゾートスキー場”. New Directions of All Around Management. 2016年3月2日閲覧。
- “ルスツリゾート”. 北海道ファンマガジン.   PNG Office (2008年3月14日). 2016年3月2日閲覧。
- “加森公人（かもり きみひと）”. 観光カリスマ一覧.  観光庁. 2016年3月2日閲覧。
- “夏季ルスツリゾートステイガイド” (PDF). ルスツリゾート (2015年). 2016年3月6日閲覧。
- “夏季ルスツリゾートパークガイド” (PDF). ルスツリゾート (2015年). 2016年3月5日閲覧。
- “冬季パンフレット” (PDF). ルスツリゾート (2014年 - 2015年). 2016年3月5日閲覧。